# IC 5273
Source radio
Source de raie HI (d)
Source d'infrarouge (d)
Galaxie présentant des raies en émission (d)
IC 5273 est une galaxie spirale barrée de type SBc dans la constellation de la Grue.
- Ascension droite : 22h 56m
- Déclinaison : -37° 58′
- Taille : 1,8' x 1,4'
- Magnitude : 11,4

IC 5273 est une galaxie spirale avec une barre importante et des petits bras réservée à l'hémisphère sud.
Elle se trouve dans un environnement riche en objets : NGC 7410 (galaxie spirale barrée de type SBa), NGC 7412 (galaxie spirale barrée de type SBb) et IC 1459 (galaxie elliptique de type E3). Il faut utiliser un télescope de 150 mm pour profiter pleinement de ce champ riche.
À voir, en partant de Fomalhaut vers Zeta Gruis (presque en ligne droite plein Sud), IC 1459, NGC 7418, IC 5273, NGC 7410, NGC 7412, IC 5267.